# Curel (Alpes-de-Haute-Provence)
Pour les articles homonymes, voir Curel.
Curel est une commune française située dans le département des Alpes-de-Haute-Provence en région Provence-Alpes-Côte d'Azur.
Le nom de ses habitants est Curelais.

## Géographie
Le village est situé à 747 m d’altitude.

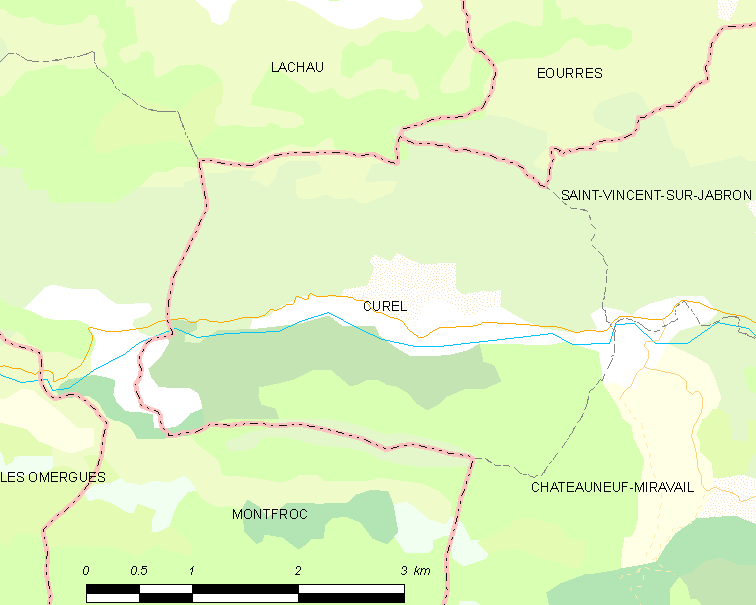
Curel et les communes voisines (Cliquez sur la carte pour accéder à une grande carte avec la légende).

Les communes limitrophes de Curel sont Lachau, Éourres, Saint-Vincent-sur-Jabron, Châteauneuf-Miravail et Montfroc.

### Relief

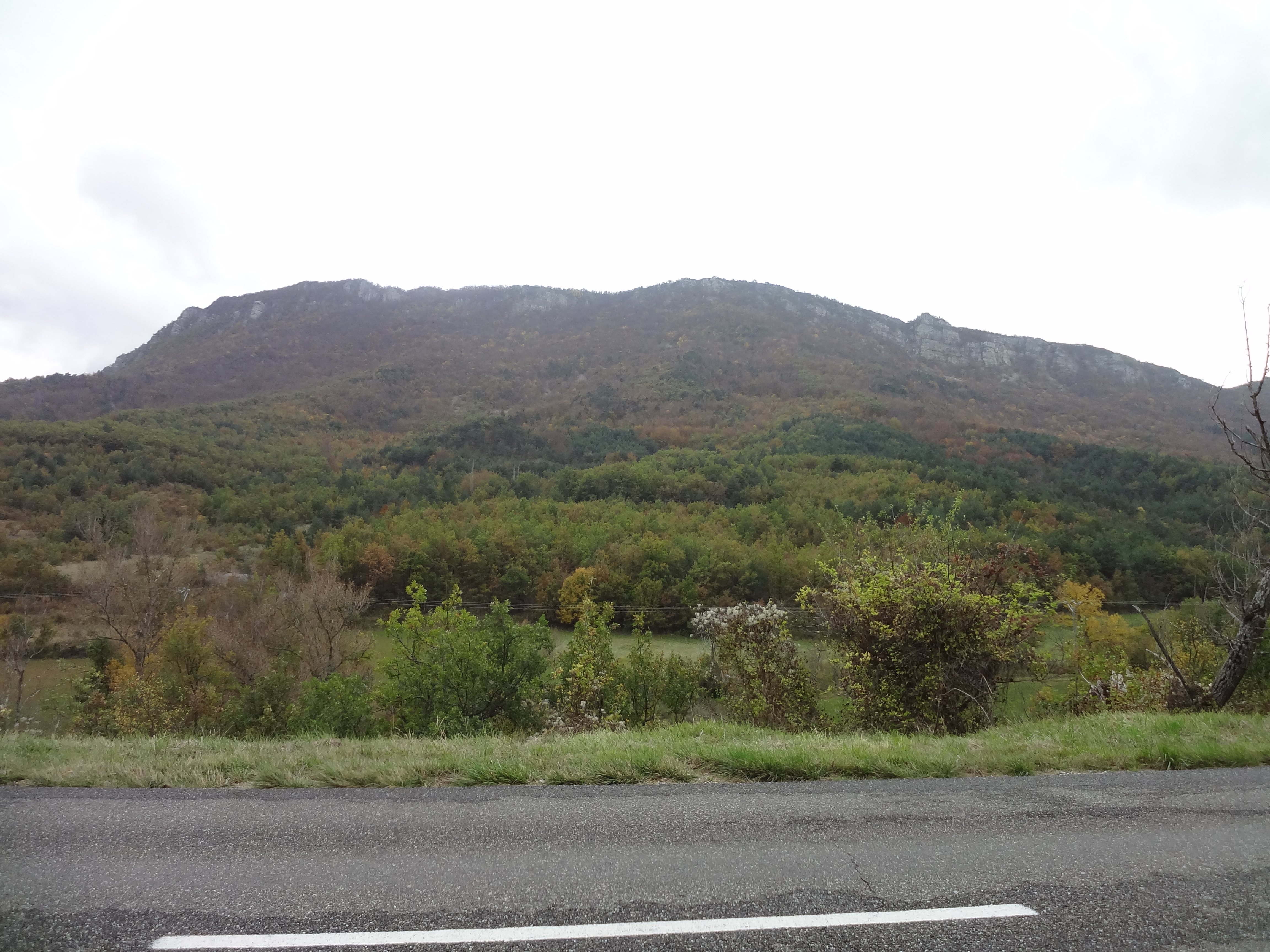
Ubac de la crête des Blaches de Paillar, limitrophe entre Curel et Montfroc.

La commune est traversée par le Jabron d’est en ouest, à une altitude comprise entre 725 m environ à l’est et 670 m à sa sortie de la commune. De part et d’autre du torrent, le relief s’organise simplement :
- au sud et rive droite, un piémont s’avance jusqu’au pied de deux barres orientées est-ouest, parallèlement au cours du Jabron : la Crête des Serres et la Crête des Blaches de Paillar, culminant à 1 128 m et 1 181 m et séparées par le col de Curel (1 008 m) ;
- au nord, la commune occupe l’adret d’une montagne culminant au Rocher de Monfareux (1 439 m) et coupé de quelques barres rocheuses.

Enfin, une partie de l’ubac de cette montagne appartient à Curel.

### Hydrographie
Le réseau hydrographique de Curel s’organise autour du Jabron : les sources et torrents qui naissent sur les deux versants entre lesquels le Jabron coule se dirigent directement vers le torrent qui draine ainsi directement la plus grande partie de la commune. Un seul torrent a une petite importance, c’est le ravin du Baume Leyne, affluent rive gauche. Au nord du Rocher de Monfareux, coule le ravin de la Praine, limitrophe d’Éourres.

### Environnement
La commune compte 255 ha de bois et forêts, soit un quart de sa superficie.

### Transports
La commune est desservie par la route départementale RD 946, ancienne route nationale 546.

### Risques naturels et technologiques
Aucune des 200 communes du département n'est en zone de risque sismique nul. Le canton de Noyers-sur-Jabron auquel appartient Curel est en zone 1b (sismicité faible) selon la classification déterministe de 1991, basée sur les séismes historiques, et en zone 3 (risque modéré) selon la classification probabiliste EC8 de 2011. La commune de Curel est également exposée à trois autres risques naturels :
- feu de forêt,
- inondation (dans la vallée du Jabron),
- mouvement de terrain.

La commune de Curel n’est exposée à aucun des risques d’origine technologique recensés par la préfecture. Aucun plan de prévention des risques naturels prévisibles (PPR) n’existe pour la commune et le Dicrim n’existe pas non plus.
La commune a été l’objet de plusieurs arrêtés de catastrophe naturelle pour des inondations, glissements de terrain et coulées de boue en 1994 (trois arrêtés) et de nouveau en 2003.

### Toponymie
La localité apparaît pour la première fois dans les textes en 1274 (Civrello ou Curello). Selon Charles Rostaing, le nom s’est formé sur la racine oronymique (désignant une montagne) *KuR-, le village étant bâti sur une colline. Selon Ernest Nègre, le nom du village vient d'un nom propre romain, Cyrillus, sans certitude,.

### Climat
Pour des articles plus généraux, voir Climat de Provence-Alpes-Côte d'Azur et Climat des Alpes-de-Haute-Provence.
En 2010, le climat de la commune est de type climat méditerranéen altéré, selon une étude du Centre national de la recherche scientifique s'appuyant sur une série de données couvrant la période 1971-2000. En 2020, Météo-France publie une typologie des climats de la France métropolitaine dans laquelle la commune est exposée à un climat de montagne ou de marges de montagne et est dans la région climatique Alpes du sud, caractérisée par une pluviométrie annuelle de 850 à 1 000 mm, minimale en été.
Pour la période 1971-2000, la température annuelle moyenne est de 10,6 °C, avec une amplitude thermique annuelle de 17,3 °C. Le cumul annuel moyen de précipitations est de 1 054 mm, avec 7,2 jours de précipitations en janvier et 4,3 jours en juillet. Pour la période 1991-2020, la température moyenne annuelle observée sur la station météorologique de Météo-France la plus proche, « Séderon », sur la commune de Séderon à 10 km à vol d'oiseau, est de 9,7 °C et le cumul annuel moyen de précipitations est de 1 032,4 mm. 
La température maximale relevée sur cette station est de 38,4 °C, atteinte le 28 juin 2019 ; la température minimale est de −23 °C, atteinte le 4 janvier 1971,,.
Les paramètres climatiques de la commune ont été estimés pour le milieu du siècle (2041-2070) selon différents scénarios d'émission de gaz à effet de serre à partir des nouvelles projections climatiques de référence DRIAS-2020. Ils sont consultables sur un site dédié publié par Météo-France en novembre 2022.

## Urbanisme

### Typologie
Au 1er janvier 2024, Curel est catégorisée commune rurale à habitat très dispersé, selon la nouvelle grille communale de densité à 7 niveaux définie par l'Insee en 2022.
Elle est située hors unité urbaine. Par ailleurs la commune fait partie de l'aire d'attraction de Sisteron, dont elle est une commune de la couronne,. Cette aire, qui regroupe 21 communes, est catégorisée dans les aires de moins de 50 000 habitants,.

### Occupation des sols
L'occupation des sols de la commune, telle qu'elle ressort de la base de données européenne d’occupation biophysique des sols Corine Land Cover (CLC), est marquée par l'importance des forêts et milieux semi-naturels (84,8 % en 2018), en diminution par rapport à 1990 (89,6 %). La répartition détaillée en 2018 est la suivante : 
milieux à végétation arbustive et/ou herbacée (49,2 %), forêts (35,6 %), zones agricoles hétérogènes (15,2 %).
L'évolution de l’occupation des sols de la commune et de ses infrastructures peut être observée sur les différentes représentations cartographiques du territoire : la carte de Cassini (XVIIIe siècle), la carte d'état-major (1820-1866) et les cartes ou photos aériennes de l'IGN pour la période actuelle (1950 à aujourd'hui).

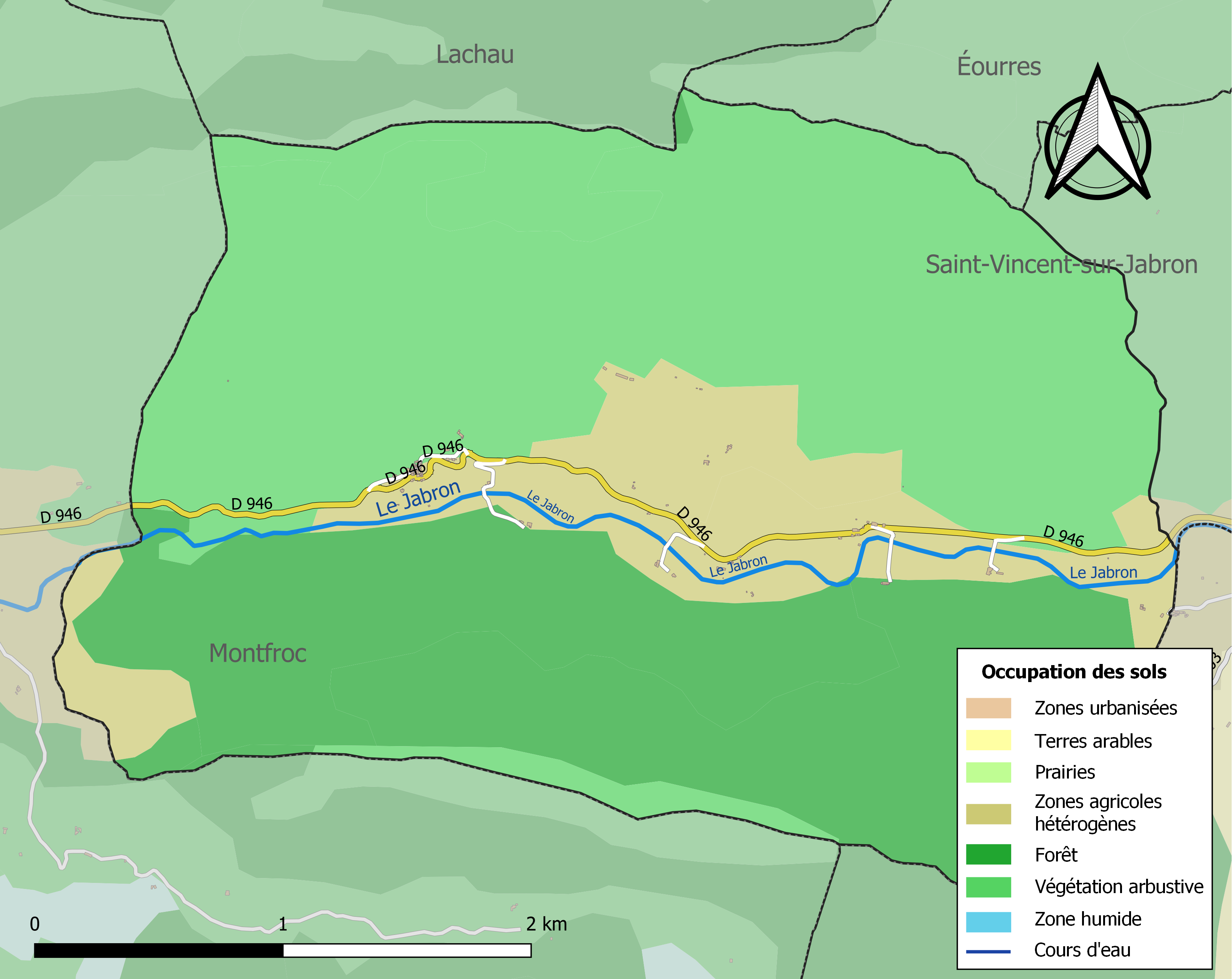
Carte de l'occupation des sols de la commune en 2018 (CLC).

## Histoire
Des vestiges gallo-romains (dont des tombes découvertes par un paysan dans les années 1930) ont été découverts sur la commune. Pendant l’Antiquité, les Sogiontiques (Sogiontii) peuplent la vallée du Jabron, en étant fédérés aux Voconces. Après la Conquête, ils sont rattachés avec eux à la province romaine de Narbonnaise. Au IIe siècle, ce peuple est détaché des Voconces et forme une civitas distincte, avec pour capitale Segustero (Sisteron).
Alors que le sud-est de la Gaule était une terre burgonde, le roi des Ostrogoths Théodoric le Grand fait la conquête de la région entre la Durance, le Rhône et l’Isère en 510. La commune dépend donc brièvement à nouveau de l’Italie, jusqu’en 526. En effet, pour se réconcilier avec le roi burgonde Gondemar III, la régente ostrogothe Amalasonthe lui rend ce territoire.
La communauté de Curel relevait de la baillie de Sisteron. Le village, installé en hauteur, a abandonné ce site difficilement accessible pour un site plus proche de la vallée et des terres cultivables au XVIIe siècle. Le village est durement touché par l’épidémie de peste de 1628-1629, mais épargné par celle de 1720-1722 grâce au cordon sanitaire établi sur le Jabron.
Comme de nombreuses communes du département, Les Omergues se dote d’une école bien avant les lois Jules Ferry : en 1863, elle donne déjà une instruction primaire aux garçons uniquement. Elle profite de la deuxième loi Duruy sur l’éducation pour améliorer le bâtiment de l’école grâce aux subventions de l’État.
Jusque vers 1850, aucune route n’existait à Curel. Seul un chemin muletier allait de Saint-Vincent-sur-Jabron à Séderon, le chemin carrossable s’arrêtant à Saint-Vincent. Une route est construite dans les années 1850, reliant Sisteron à Séderon. Le village ancien se retrouve à l’écart de la route : le chemin muletier était à flanc de colline, le nouvel itinéraire évolue en fond de vallée. La route est goudronnée dans les années 1930.
L’électrification du village à la fin des années 1930 par raccordement au réseau national, les écarts et hameaux étant reliés plus tard.
Jusqu’au milieu du XXe siècle, la vigne était cultivée à Curel. Le vin produit, de faible qualité, était destiné à l’autoconsommation. Cette culture, qui avait résisté à la crise phylloxérique et qui produisait encore quelques hectolitres dans l'entre-deux-guerres mondiales , est aujourd’hui abandonnée. De la même façon, l’olivier, cultivé sur de petites surfaces au XIXe siècle, a aujourd’hui disparu.

## Héraldique
| Blason de Curel | Blason  | Parti d’or au dauphin d’azur barbé, crêté, lorré, oreillé et peautré de gueules, qui est du Dauphiné et de gueules à la fleur de lis d’argent surmontée d’un lambel du même, le tout sommé d’un chef d’argent chargé de l’inscription CUREL de sable. |
| Blason de Curel | Détails | Le statut officiel du blason reste à déterminer. |

## Économie

### Aperçu général
En 2009, la population active s’élevait à 25 personnes, dont 3 chômeurs (9 fin 2011). Ces travailleurs sont majoritairement salariés (14 sur 22) et travaillent majoritairement hors de la commune (13 actifs sur 22).
Fin 2010, le secteur secondaire (industrie et construction) était totalement absent de la commune.

### Agriculture

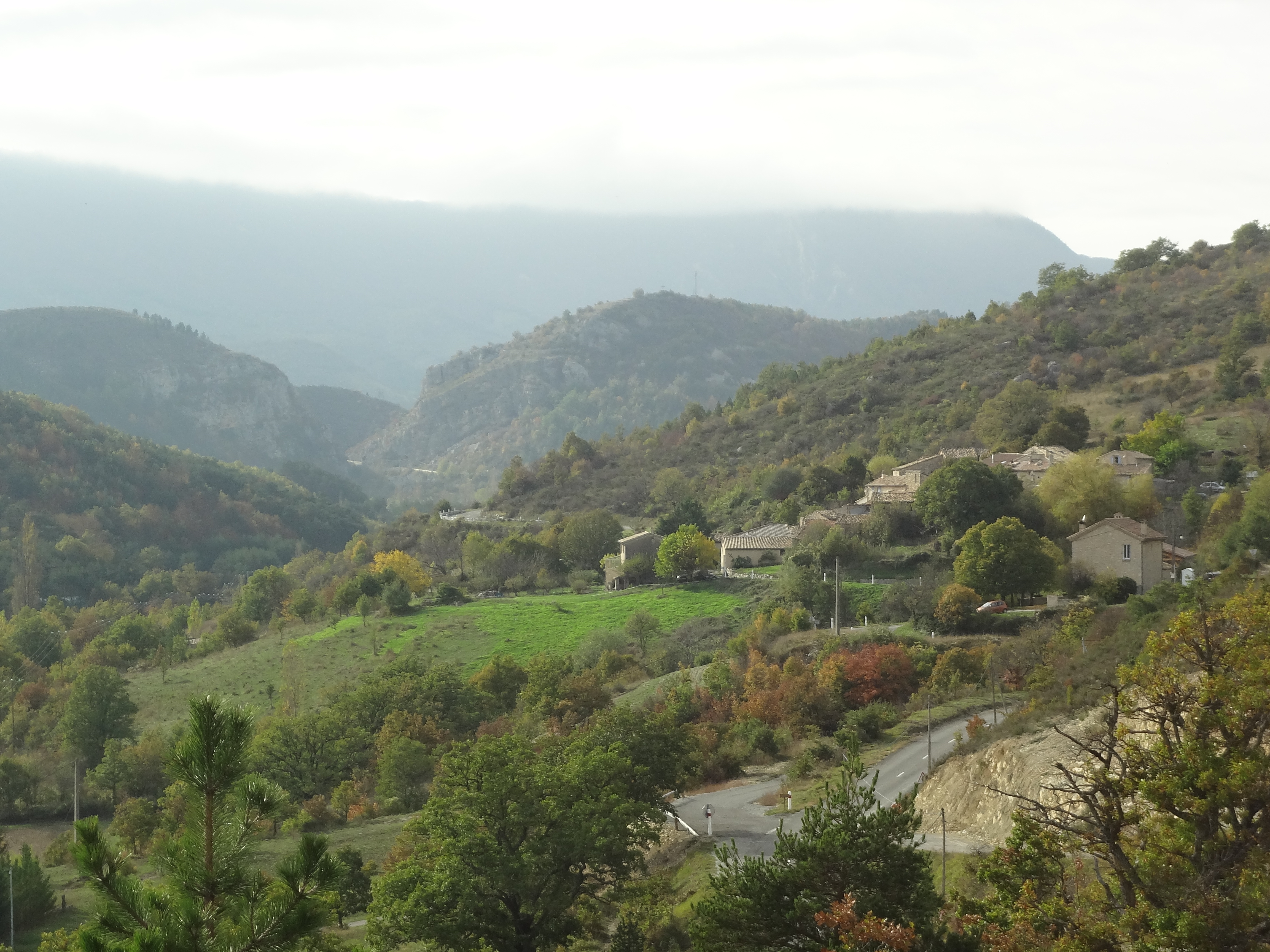
Le village, la vallée du Jabron et la cluse des Baumes vers la haute vallée du Jabron.

Fin 2010, le secteur primaire (agriculture, sylviculture, pêche) comptait sept établissements actifs au sens de l’Insee (exploitants non-professionnels inclus) et aucun emploi salarié.
Le nombre d’exploitations professionnelles, selon l’enquête Agreste du ministère de l’Agriculture, est de cinq en 2010. Il était de neuf en 2000, de six en 1988. De 1988 à 2000, la surface agricole utile (SAU) a augmenté, pour arriver à 86 ha exploités. La SAU a continué sa progression lors de la dernière décennie, à 275 ha.

### Activités de service
Fin 2010, le secteur tertiaire (commerces, services) comptait trois établissements, auxquels s’ajoutent l’établissement du secteur administratif (regroupé avec le secteur sanitaire et social et l’enseignement). Aucun de ces établissements n’emploie de salarié.
D'après l’Observatoire départemental du tourisme, la fonction touristique est faible dans la commune, avec moins de un touriste accueilli par habitant. La commune ne compte ni hôtel, ni camping, ni chambres d’hôtes. La seule capacité d’hébergement est représentée par quelques meublés.
Les résidences secondaires n’apportent pas de complément à cette faiblesse de la capacité d’accueil,,.

## Politique et administration

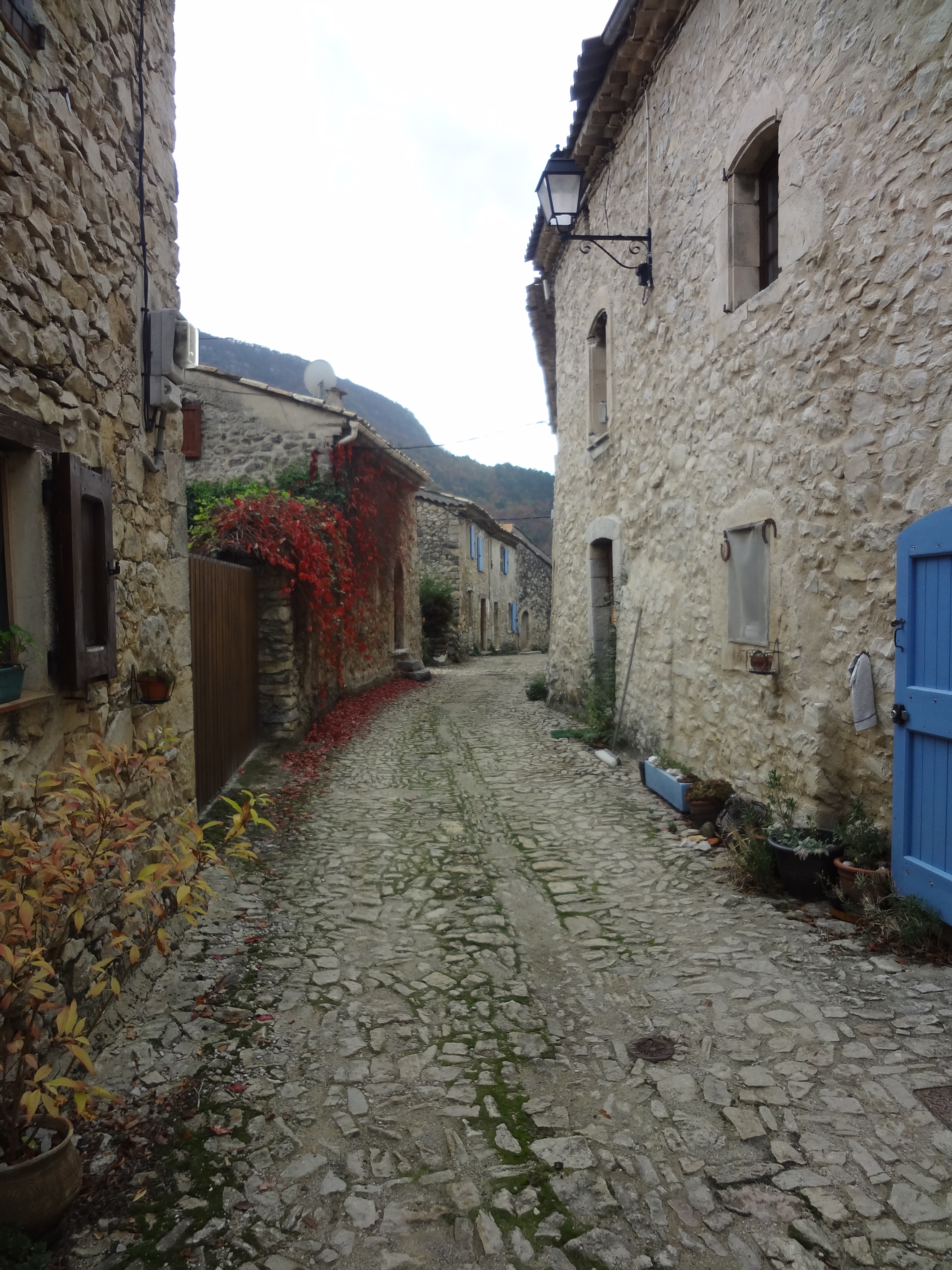
Rue du village.

### Liste des maires
| Période                                  | Période                       | Identité           | Étiquette | Qualité           |
| ---------------------------------------- | ----------------------------- | ------------------ | --------- | ----------------- |
| mai 1945                                 |                               | Marcel Girard      |           |                   |
|                                          |                               |                    |           |                   |
| 1983 (?)                                 |                               | Claude Roustan     |           |                   |
| mars 2001                                | mars 2008                     | Sabine Ferrari     |           |                   |
| mars 2008                                |                               | Yves Robial        |           |                   |
|                                          | 2014                          | Marie-Jeanne Besse |           |                   |
| avril 2014                               | En cours (au 21 octobre 2014) | Thierry Bellemain  |           | Chef d'entreprise |
| Les données manquantes sont à compléter. |                               |                    |           |                   |

### Intercommunalité
Curel fait partie:
- de 2002 à 2017, de la communauté de communes de la Vallée du Jabron ;
- depuis le 1er janvier 2017, de la communauté de communes Jabron Lure Vançon Durance.

## Population et société

### Démographie
L'évolution du nombre d'habitants est connue à travers les recensements de la population effectués dans la commune depuis 1793. Pour les communes de moins de 10 000 habitants, une enquête de recensement portant sur toute la population est réalisée tous les cinq ans, les populations de référence des années intermédiaires étant quant à elles estimées par interpolation ou extrapolation. Pour la commune, le premier recensement exhaustif entrant dans le cadre du nouveau dispositif a été réalisé en 2008.
En 2022, la commune comptait 59 habitants, en évolution de +3,51 % par rapport à 2016 (Alpes-de-Haute-Provence : +2,84 %, France hors Mayotte : +2,11 %).
| 1793 | 1800 | 1806 | 1821 | 1831 | 1836 | 1841 | 1846 | 1851 |
| ---- | ---- | ---- | ---- | ---- | ---- | ---- | ---- | ---- |
| 244  | 267  | 299  | 267  | 298  | 268  | 271  | 267  | 249  |

| 1856 | 1861 | 1866 | 1872 | 1876 | 1881 | 1886 | 1891 | 1896 |
| ---- | ---- | ---- | ---- | ---- | ---- | ---- | ---- | ---- |
| 241  | 251  | 237  | 236  | 224  | 184  | 169  | 136  | 120  |

| 1901 | 1906 | 1911 | 1921 | 1926 | 1931 | 1936 | 1946 | 1954 |
| ---- | ---- | ---- | ---- | ---- | ---- | ---- | ---- | ---- |
| 130  | 127  | 110  | 74   | 76   | 64   | 66   | 64   | 48   |

| 1962 | 1968 | 1975 | 1982 | 1990 | 1999 | 2006 | 2008 | 2013 |
| ---- | ---- | ---- | ---- | ---- | ---- | ---- | ---- | ---- |
| 50   | 38   | 31   | 28   | 37   | 57   | 52   | 51   | 58   |

| 2018 | 2022 | - | - | - | - | - | - | - |
| ---- | ---- | - | - | - | - | - | - | - |
| 52   | 59   | - | - | - | - | - | - | - |

L'histoire démographique de Curel se caractérise par une période d'« étale » où la population reste stable à un niveau élevé. Cette période dure de 1811 à 1872. L'exode rural provoque ensuite un mouvement de diminution très rapide, et de longue durée. Dès 1891, la commune enregistre la perte de plus de la moitié de sa population par rapport à son maximum historique. Le mouvement de perte se poursuivit jusqu'aux années 1980, où le plancher représente une perte de 94 % du maximum de 1806. Depuis, on assiste à un mouvement inverse qui a permis un doublement de population par rapport au minimum historique de 1982.

### Santé et enseignement
La commune ne dispose ni d'établissement d'enseignement, ni d'établissement public ou libéral de santé. Le Centre Hospitalier le plus proche est celui de Sisteron. L'association La Vallée sans Portes assure le transport des personnes ayant besoin d'une consultation vers l'hôpital de Sisteron.

### Traditions
La peste de 1628-1629 s’est arrêté le 6 mai. Ce 6 mai fut le premier jour après des mois d’épidémie où il ne fut pas nécessaire d’ouvrir la terre pour enterrer quelqu’un. Depuis, il est de tradition de ne pas ouvrir la terre ce jour-là, que ce soit pour un enterrement ou pour les cultures. Cette tradition est encore vivante au début du XXIe siècle.

## Lieux et monuments
En 1938, une tombe gallo-romaine de légionnaire a été découverte ; elle contenait un glaive et une faucille.
Selon Daniel Thiery, l'ancienne église Saint-Martin est encore debout, au milieu des ruines de l'ancien village, le Vieux Curel, installé sur un site en hauteur. La nouvelle église, plus proche du Jabron, est aussi sous le patronage de saint Martin.
Au village, une fontaine à trois bassins séparés (pour conserver une eau propre, un bassin est destiné aux hommes, un autre aux animaux domestiques de grande taille, le dernier aux moutons).

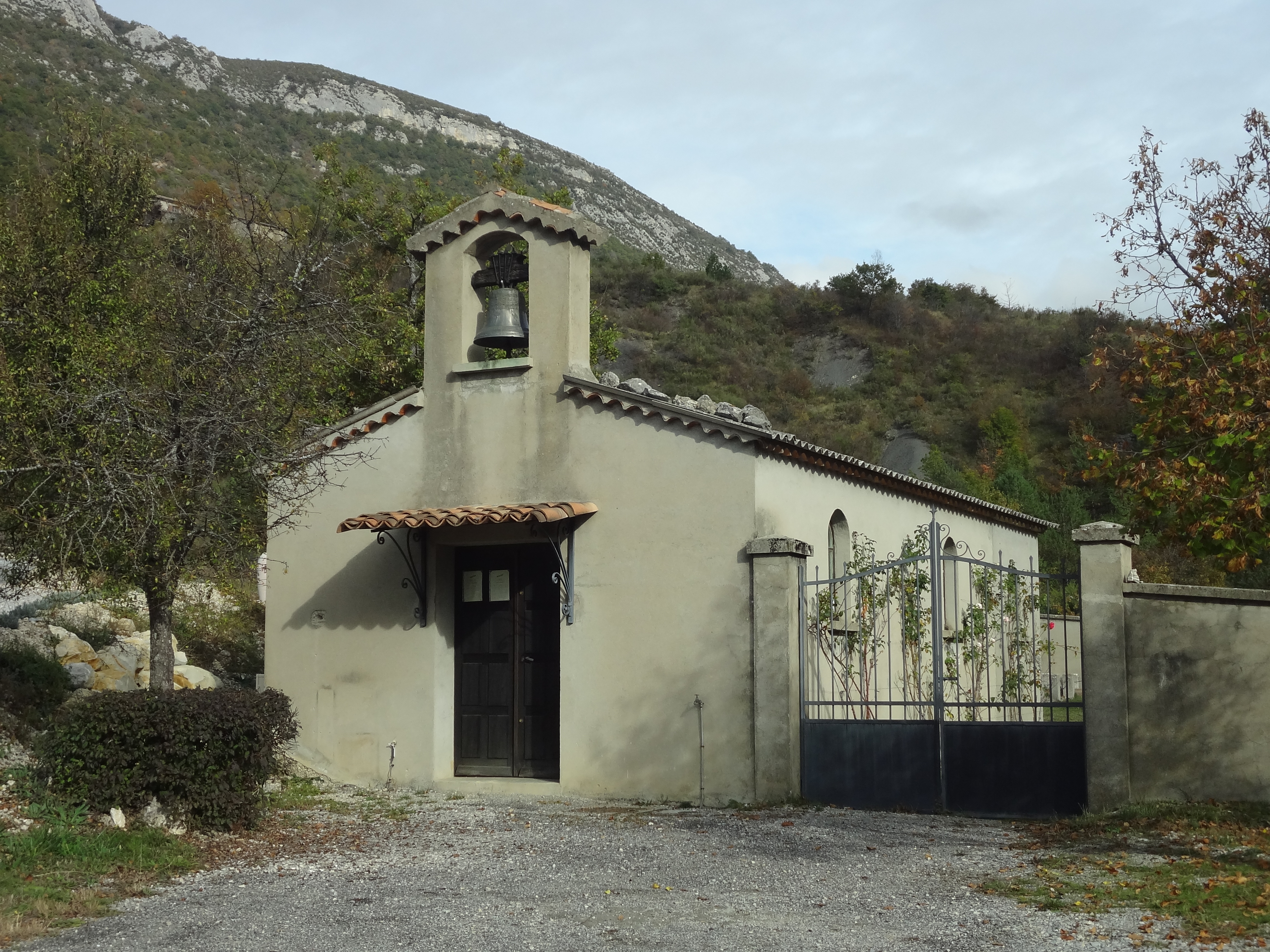
Nouvelle église Saint-Martin, dans la vallée du Jabron.
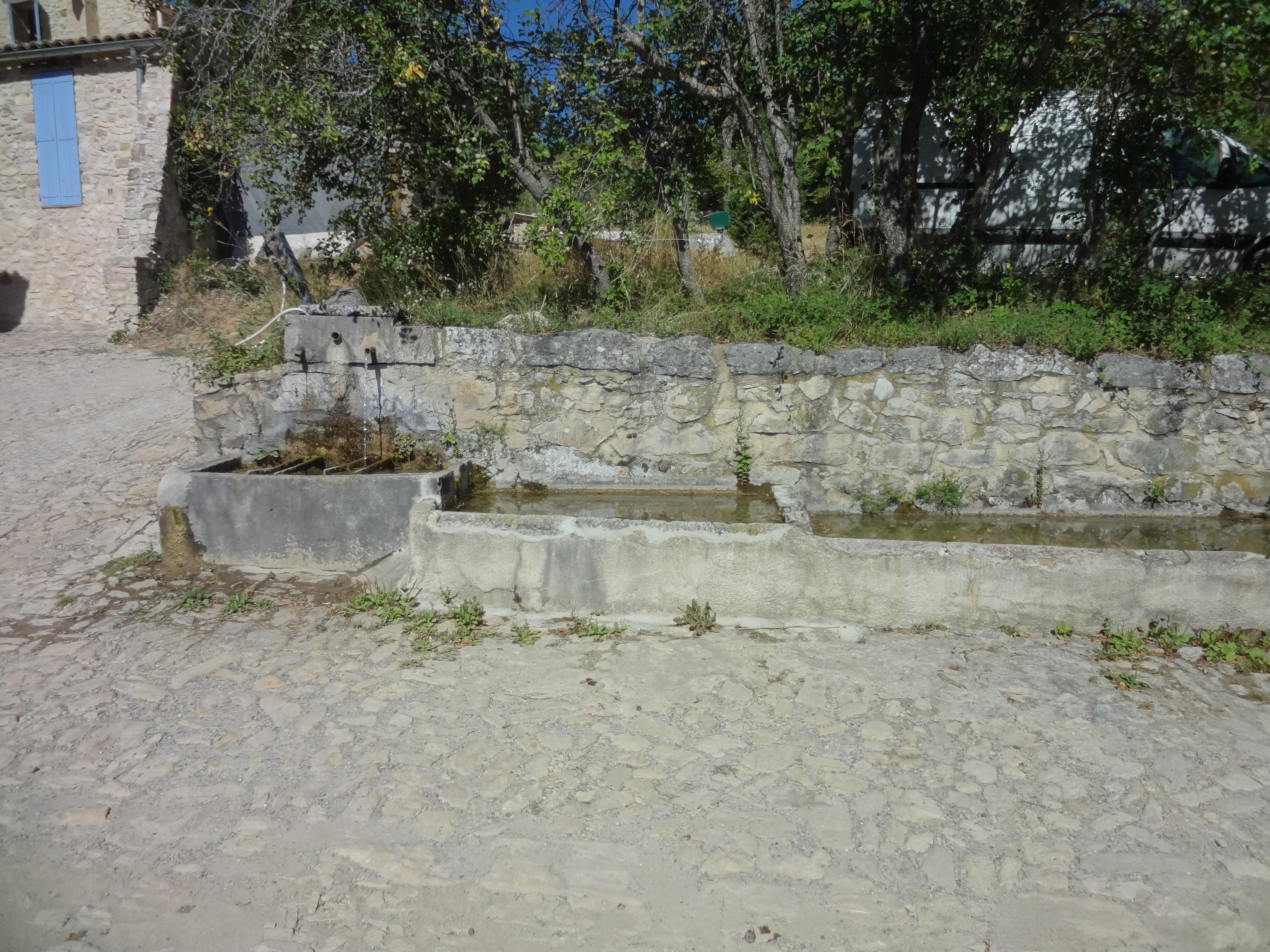
La fontaine.